# (4667) Robbiesh
(4667) Robbiesh es un asteroide perteneciente al cinturón de asteroides, descubierto el 4 de noviembre de 1986 por Robert H. McNaught desde el Observatorio de Siding Spring, Nueva Gales del Sur, Australia.

## Designación y nombre
Designado provisionalmente como 1986 VC. Fue nombrado Robbiesh en homenaje a "Hans-Christian Robert (Robbie) Wade Schmidt-Harms", hijo de Soo Tan e hijastro de R. H. McNaught. Este asteroide fue descubierto tres semanas después del nacimiento de Robbie.

## Características orbitales
Robbiesh está situado a una distancia media del Sol de 2,665 ua, pudiendo alejarse hasta 2,908 ua y acercarse hasta 2,422 ua. Su excentricidad es 0,091 y la inclinación orbital 11,22 grados. Emplea 1589 días en completar una órbita alrededor del Sol.

## Características físicas
La magnitud absoluta de Robbiesh es 13,1. Tiene 6,882 km de diámetro y su albedo se estima en 0,283.